# Getulio Agostini
Getulio Agostini (Cantaura 1943 - Caracas 1990) é um botânico venezuelano .

## Publicações
Incompleto

### 1966
- Steyermark, J.A. y Agostini, G. Exploración botánica del Cerro Patao y zonas adyacentes a Puerto Hierro, en la Península de Paria, Edo. Sucre. Acta Botanica Venezuelica 1:27–80.

### 1970
- Agostini, G. Notes on Myrsinaceae. I. Generic assignment of Conomorpha sodiroana Mez, Ardisia ambigua Mart., and related species. Phytologia 20:401-403.

### 1971
- Agostini, G. A revision of the genus Cybianthus section Conomorpha (Myrsinaceae). Tesis Ph.D., The City University of New York.

### 1973
- Agostini, G. 1973: A new Venezuelan species of Cordia sect. Gerascanthus (Boraginaceae). Brittonia 25( 2):174-176.
- Agostini, G. 1973: Identity of Perrottetia costaricensis Lundell and Perrottetia racemosa Standley. Phytologia. 26(3):174.
- Agostini, G. 1973: Piperaceae. Instituto Pedagógico, Departmento de Cultura y Publicaciones. Caracas 15 p.

### 1974
- Agostini, G. 1974: El género Eichhornia (Pontederiaceae) en Venezuela. Acta Botanica Venezuelica 9(1–4):303–310.
- Agostini, G. 1974: El género Heteranthera (Pontederiaceae) en Venezuela. Acta Botanica Venezuelica 9(1–4): 295–301.
- Agostini, G. y Blanco, 1974: C. Colección de muestras botánicas. Acta Botanica Venezuelica 9(1–4):133–139

### 1979
- Agostini, G. 1979: Cordia umbellifera, una nueva especie Venezolana de la sección Gerascanthus (Cordia, Boraginaceae). Acta Botanica Venezuelica 9(1-4):292.

### 1980
- Agostini, G. 1980: Una nueva clasificación del género Cybianthus (Myrsinaceae). Acta Botanica Venezuelica. 10:129–185.

## Espécies descritas
- Aeschynomene carichanica (Rudd) G.B.Rodr. & G.Agostini, 1991[2]
- Aeschynomene venezolana (Rudd) G.B. Rodr. & G.Agostini, 1991[2]
- Brownea gladysrojasiae D. Velásquez & G.Agostini, 1981[2]
- Brownea tillettiana D. Velásquez & G.Agostini, 1981[2]
- Conomorpha steyermarkiana G.Agostini, 1967[2]
- Cordia aristeguietae G.Agostini, 1978[2]
- Cordia lasseri G.Agostini ex Gaviria, 1987[2]
- Cordia thaisiana G.Agostini, 1973[2]
- Cordia umbellifera G.Agostini, 1979[2]
- Cordia williamsii G.Agostini ex Gaviria, 1987[2]
- Cybianthus albiflorus (A.C. Sm.) G.Agostini, 1980[2]
- Cybianthus amplus (Mez) G.Agostini, 1980[2]
- Cybianthus antillanus (Mez) G.Agostini, 1980[2]
- Cybianthus apiculatus (Steyerm.) G.Agostini, 1980[2]
- Cybianthus bahiensis G.Agostini, 1980[2]
- Cybianthus barrosoanus G.Agostini, 1980[2]
- Cybianthus blanchetii (A. DC.) G.Agostini, 1980[2]
- Cybianthus bogotensis (Mez) G.Agostini, 1980[2]
- Cybianthus brasiliensis (Mez) G.Agostini, 1980[2]
- Cybianthus breweri G.Agostini, 1980[2]
- Cybianthus buchtienii  (Pax) G.Agostini, 1980[2]
- Cybianthus caracasanus  (Mez) G.Agostini, 1980[2]
- Cybianthus cardonae  G.Agostini, 1976[2]
- Cybianthus chamaephyta  (Diels) G.Agostini, 1980
- Cybianthus crotonoides (M.R. Schomb. ex Mez) G.Agostini, 1980[2]
- Cybianthus dubius (J.F. Macbr.) G.Agostini, 1980[2]
- Cybianthus duidae (Gleason & Moldenke) G.Agostini, 1980[2]
- Cybianthus dussii (Mez) G.Agostini, 1980[2]
- Cybianthus frigidicola (Steyerm.) G.Agostini, 1980[2]
- Cybianthus frigidicolus (Steyerm.) G.Agostini, 1980[2]
- Cybianthus fulvopulverulentus (Mez) G.Agostini, 1980[2]
- Cybianthus gardneri (A. DC.) G.Agostini, 1980[2]
- Cybianthus glaber (Mez) G.Agostini, 1980[2]
- Cybianthus glabrus (Mez) G.Agostini, 1980[2]
- Cybianthus glomerulatus (A.C. Sm.) G.Agostini, 1980[2]
- Cybianthus goudotianus (Mez) G.Agostini, 1980[2]
- Cybianthus grandifolius (Mez) G.Agostini, 1980[2]
- Cybianthus hoehnei (Mansf.) G.Agostini, 1980[2]
- Cybianthus humilis (Mez) G.Agostini, 1980[2]
- Cybianthus iteoides (Benth.) G.Agostini, 1980[2]
- Cybianthus jajiensis (Steyerm.) G.Agostini, 1980[2]
- Cybianthus laetus (Mez) G.Agostini, 1980[2]
- Cybianthus larensis (Steyerm.) G.Agostini, 1980[2]
- Cybianthus laurifolius (Mez) G.Agostini, 1980[2]
- Cybianthus lawrancei (Moldenke) G.Agostini, 1980[2]
- Cybianthus lepidotus (Gleason) G.Agostini, 1980[2]
- Cybianthus leprieurii G.Agostini, 1980[2]
- Cybianthus lithophytus (R.E. Schultes) G.Agostini, 1980[2]
- Cybianthus magnoliifolius (Mez) G.Agostini, 1980[2]
- Cybianthus maguirei G.Agostini ex Pipoly, 1980[2]
- Cybianthus montanus (Lundell) G.Agostini, 1980[2]
- Cybianthus morii G.Agostini, 1980[2]
- Cybianthus multiflorus (A.C. Sm.) G.Agostini, 1980[2]
- Cybianthus nanayensis (J.F. Macbr.) G.Agostini, 1980[2]
- Cybianthus nemoralis (Mart.) G.Agostini, 1980[2]
- Cybianthus nevadensis (Mez) G.Agostini, 1980[2]
- Cybianthus oblongifolius (A. DC.) G.Agostini, 1980[2]
- Cybianthus occigranatensis (Cuatrec.) G.Agostini, 1980[2]
- Cybianthus panamensis (Standl.) G.Agostini, 1980[2]
- Cybianthus pastensis (Mez) G.Agostini, 1980[2]
- Cybianthus perseoides (Mez) G.Agostini, 1980[2]
- Cybianthus potiaei (Mez) G.Agostini, 1980[2]
- Cybianthus pseudoicacoreus (Mez) G.Agostini, 1980[2]
- Cybianthus punctatus (Mez) G.Agostini, 1980[2]
- Cybianthus quelchii (N.E. Br.) G.Agostini, 1980[2]
- Cybianthus reticulatus (Benth. ex Miq.) G.Agostini, 1980[2]
- Cybianthus roraimae (Steyerm.) G.Agostini, 1980[2]
- Cybianthus rostratus (Hassk.) G.Agostini, 1980[2]
- Cybianthus rufus (Lundell) G.Agostini, 1980[2]
- Cybianthus schlimii (Hook. f.) G.Agostini, 1980[2]
- Cybianthus schomburgkiana (Mez) G.Agostini, 1980[2]
- Cybianthus schomburgkianus G.Agostini, 1980[2]
- Cybianthus silvestris (J.F. Macbr.) G.Agostini, 1980[2]
- Cybianthus simplex (Hook. f.) G.Agostini, 1980[2]
- Cybianthus sintenisii (Urb.) G.Agostini, 1980[2]
- Cybianthus sipapoensis Pipoly & G.Agostini, 1988[2]
- Cybianthus sodiroanus (Mez) G.Agostini, 1980[2]
- Cybianthus spathulifolius G.Agostini ex Pipoly, 1992[2]
- Cybianthus spectabilis (Standl.) G.Agostini, 1980[2]
- Cybianthus spicatus (Kunth) G.Agostini, 1980[2]
- Cybianthus sprucei (Hook. f.) G.Agostini, 1980[2]
- Cybianthus stapfii (Mez) G.Agostini, 1980[2]
- Cybianthus steyermarkianus (G.Agostini) G.Agostini, 1980[2]
- Cybianthus sulcatus (Steyerm.) G.Agostini, 1980[2]
- Cybianthus surinamensis (Spreng.) G.Agostini, 1980[2]
- Cybianthus sylvaticus (Gleason) G.Agostini, 1980[2]
- Cybianthus tamanus (Steyerm.) G.Agostini, 1980[2]
- Cybianthus verticillatus (Vell.) G.Agostini, 1980[2]
- Cybianthus verticilloides (Cuatrec.) G.Agostini, 1980[2]
- Cybianthus wurdackii G.Agostini ex Pipoly, 1992[2]
- Geissanthus ambigua (Mart.) G.Agostini, 1970[2]
- Geissanthus ambiguus (Mart.) G.Agostini, 1970[2]
- Geissanthus longistylus (Cuatrec.) G.Agostini, 1970[2]
- Geissanthus mezianus G. Agostini, 1970[2]
- Geissanthus myrianthus (Mansf.) G.Agostini, 1970[2]
- Geissanthus pyramidatus (Mez) G.Agostini, 1970[2]
- Grammadenia ptariensis subsp. auyantepuiensis G.Agostini, 1967[2]
- Pontederia triflora (Seub.) G.Agostini, D. Velásquez & Velásquez, 1984[2]
- Renealmia silvicola (Britton) Steyerm. & G.Agostini, 1966[2]
- Sagittaria planitiana G.Agostini, 1970[2]